# О’Коннел-Бронин, Иван
Иван О’Коннел-Бронин (эст. Ivan O'Konnel-Bronin; 10 февраля 1973, Тарту, Эстонская ССР) — эстонский футбольный нападающий, игрок сборной Эстонии.

## Карьера

### В клубах
Начинал карьеру в клубах из Тарту — «ЭСДАГ» и «Меркуур». По ходу сезона 1993/94 перешёл в таллинскую «Норму», с которой по итогам золотого матча стал вторым в чемпионате, а также выиграл Кубок. При этом за «Меркуур» он провёл 11 матчей и забил 5 голов, а в составе «Нормы» появился лишь однажды. Следующий сезон начал в составе действовавшего чемпиона — «Флоры». Клуб подтвердил своё звание, но О’Коннел-Бронин сыграл лишь один матч в том чемпионате, а в следующем — два, после чего заканчивал сезон в «Тервисе», став с восемью голами лучшим бомбардиром команды, занявшей шестое место. В сезоне 1996/97 клуб переехал в Лелле и взял одноимённое название, в чемпионате финишировал четвёртым.
Сезон 1997/98 О’Коннел-Бронин начал в клубе «Таллинна Садам», куда его вместе с Лийво Леэтмой отдала «Флора» в обмен за Марка Швеца, за который отличился трижды в 14 играх чемпионата и выиграл первый Суперкубок Эстонии, забив победный гол, после чего перешёл в «Тулевик», финишировавший пятым. Такой же результат команда показала и в чемпионате 1998 года, а сам Иван в обеих кампаниях отличился за клуб по два раза.
В сезонах 1999 и 2000 годов О’Коннел-Бронин выступал за «Левадия» из Маарду, с которой стал двукратным чемпионом страны и обладателем Кубка. В «Меркууре», выступал с 2001 по 2005 год. Первые три сезона с клубом он провёл в Эсилииге (2001, 2002, 2003), причём по итогам сезона 2003 года клуб должен был вылететь во вторую лигу, но в итоге был приглашён в Мейстрилигу. В 2001 году О’Коннел-Бронин забил 13 голов в лиге, а за все остальные сезоны — 6. В сезоне 2006 года клуб влился в структуру «Таммеки», О’Коннел-Бронин провёл за новый клуб 27 игр в чемпионате, забив 4 гола.
Последним профессиональным клубом О’Коннела-Бронина стал «Аякс Ласнамяэ», с которым в 2007 году он, будучи играющим тренером, вылетел из элитного дивизиона. В 2008—2013 годах выступал в низших лигах Эстонии за «Ээсти Коондис» — ветеранскую сборную страны и за ряд других команд.

### В сборной
В составе сборной Эстонии О’Коннел-Бронин дебютировал 30 июля 1994 года в матче Балтийского Кубка против Латвии. Долгое время был единственным игроком не из структуры «Флоры», приглашавшимся в главную команду страны, что стало возможным благодаря его хорошим отношениям с Айваром Похлаком — президентом «Флоры» и Эстонской футбольной ассоциации. За 22 международных матча нападающий не отличился ни разу. Последней такой игрой для него стал товарищеский матч с командой Туркменистана, состоявшийся 3 ноября 1999 года.

## Достижения

### Командные
Как игрока «Нормы»:
- Чемпионат Эстонии:
  - Второе место: 1993/94

Как игрока «Флоры»:
- Чемпионат Эстонии:
  - Чемпион: 1994/95
- Кубок Эстонии:
  - Победитель: 1994/95

Как игрока «Таллинна Садам»:
- Суперкубок Эстонии:
  - Победитель: 1997

Как игрока «Тулевика»:
- Чемпионат Эстонии:
  - Третье место: 1997/98

Как игрока «Левадии»:
- Суперкубок Эстонии:
  - Финалист: 1999
- Чемпионат Эстонии:
  - Чемпион: 1999, 2000
- Кубок Эстонии:
  - Победитель: 1998/99, 1999/2000